# Pałac w Grodziszczu (powiat polkowicki)
Pałac w Grodziszczu – wybudowany w XVI w. w Grodziszczu.

## Położenie
Pałac myśliwski położony jest we wsi w Polsce, w województwie dolnośląskim, w powiecie polkowickim, w gminie Grębocice.

## Historia
Obiekt w ruinie jest częścią zespołu pałacowego, w skład którego wchodzi jeszcze park.